# Ursula Bühler Hedinger
Ursula Bühler Hedinger (* 20. Juni 1943 in Zürich; † 3. Januar 2009 ebenda) war eine Schweizer Flugpionierin. Sie war die erste Frau aus der Schweiz, die eine Lizenz zum Fliegen eines Jets besass. Auch war sie die erste Schweizer Fluglehrerin. Über 25 Jahre flog sie für die Schweizerische Rettungsflugwacht (REGA). Auch als Akrobatikpilotin erwarb sie sich einen Ruf.

## Leben
Ursula Bühler wurde 1943 in Zürich geboren. Ihr Vater war der Unternehmer Fritz Bühler. Sie wuchs mit ihrem zwei Jahre älteren Bruder auf. Als sie fünf Jahre alt war, verunglückte ihre Mutter schwer und war danach körperlich behindert. Als sie 13 Jahre alt war, starb ihre Mutter. Nach dem Tod der Mutter riss Ursula Bühler das erste Mal von zu Hause aus. Per Autostopp reiste sie kreuz und quer durch Europa. Mit 16 Jahren heuerte sie auf einem Frachter als Putzhilfe an und fuhr mit diesem nach Amerika. Diese Reise prägte sie, und sie beschloss, Navigatorin zu werden. Zurück in der Schweiz, bewarb sie sich erfolglos bei der Swissair. Sie absolvierte eine Ausbildung als Chemielaborantin, bis sie von der Fluggesellschaft als Stewardess angestellt wurde. Während dieser Zeit begann sie in Basel mit dem Fliegen. Obwohl ihr die finanziellen Mittel fehlten, nahm sie Flugstunden und bestand die Privatpilotenprüfung, doch sie wollte Berufspilotin werden. Ihr Vater, der inzwischen Manager bei der REGA geworden war, lehnte ihre Bitte um finanzielle Unterstützung zuerst ab, später änderte er seine Meinung und verhalf ihr zu einer Berufspilotenlizenz.
Ursula Bühler bewarb sich 1968 erneut erfolglos als Pilotin bei der Swissair. Sie wurde Akrobatikfliegerin und Fluglehrerin. Einen ihrer ersten Flugschüler, Hans Hedinger, heiratete sie 1970. Im Jahr 1973 legte sich die REGA ihr erstes düsengetriebenes Flugzeug zu, einen Learjet. Zusammen mit ihrem Vater überführte sie die Maschine aus den USA in die Schweiz. Über 25 Jahre transportierte sie Verunglückte und Schwerkranke aus dem Ausland in die Schweiz zurück. Sie flog in ihrem Leben unfallfrei über 2000 Flugplätze auf der ganzen Welt an.
Mit ihrem Mann Hans Hedinger bekam sie zwei Kinder, einen Sohn und eine Tochter. Der Sohn arbeitete als Bordingenieur bei der Swissair.
Ursula Bühler Hedinger starb 2009 mit 66 Jahren an einem Krebsleiden.